# Francisco Flores (meksykański piłkarz)
Francisco Javier „Paco” Flores Ibarra (ur. 17 stycznia 1994 w mieście Meksyk) – meksykański piłkarz występujący na pozycji prawego obrońcy.

## Początki
Flores pochodzi z Tlatelolco, dzielnicy stołecznego miasta Meksyk. Jest synem Francisco Javiera Floresa Rojasa i Lidii Ibarry Cejas, posiada młodszą o dwa lata siostrę Sarę Lilię, która grała w piłkę na poziomie amatorskim. W późniejszym czasie cała rodzina przeprowadziła się do dzielnicy Azcapotzalco, a młody Flores jako ośmiolatek zaczął uczęszczać na treningi do akademii juniorskiej klubu Cruz Azul. Fanem tej drużyny był od dziecka za sprawą swojego pradziadka, który kibicował właśnie Cruz Azul. Największym idolem młodego zawodnika był Francisco Palencia, lecz podziwiał on także grę Carlosa Hermosillo i Kaki.

## Kariera klubowa
W lipcu 2011, jako siedemnastolatek, Flores został włączony do treningów seniorskiej drużyny Cruz Azul przez szkoleniowca Enrique Mezę. Wówczas także, po udanych występach na młodzieżowych mistrzostwach świata, zainteresowanie jego zatrudnieniem przejawiały francuskie zespoły Olympique Lyon i Lille OSC, jednak on sam zdecydował się ostatecznie pozostać w Meksyku. Począwszy od sierpnia kilkakrotnie znajdował się w kadrze meczowej, jednak w pierwszym zespole zadebiutował dopiero 31 marca 2012 w wygranym 3:1 spotkaniu z San Luis w meksykańskiej Primera División, zmieniając w 84. minucie Gerardo Floresa. Po raz pierwszy w wyjściowym składzie pojawił się natomiast trzy dni później w zremisowanym 1:1 meczu z wenezuelskim Deportivo Táchira w ramach fazy grupowej rozgrywek Copa Libertadores. W wiosennym sezonie Clausura 2013 wywalczył z Cruz Azul tytuł wicemistrza Meksyku i zdobył krajowy puchar (Copa MX), lecz jego wkład w te sukcesy był znikomy – we wszystkich rozgrywkach wystąpił w zaledwie dwóch spotkaniach, regularnie pojawiając się natomiast na boiskach w lidze meksykańskiej do lat dwudziestu.
W grudniu 2013 roku ogłoszono, że Flores od nowego roku wraz ze swoim byłym kolegą z młodzieżowej reprezentacji Julio Gómezem zostanie wypożyczony do zespołu Chivas de Guadalajara. Tam występował przez rok, nie notując jednak żadnego występu w lidze meksykańskiej; jedyny raz w pierwszej drużynie Chivas pojawił się na boisku 15 stycznia 2014 w zremisowanym 1:1 spotkaniu krajowego pucharu z Universidadem de Guadalajara, zmieniając w 61. minucie Carlosa Villanuevę. Regularnie występował natomiast w lidze meksykańskiej do lat dwudziestu; w jesiennym sezonie Apertura 2014, będąc podstawowym defensorem swojej ekipy, zdobył z młodzieżową drużyną Chivas mistrzostwo Meksyku w tej kategorii wiekowej. W grudniu 2014 powrócił do Cruz Azul, jednak poinformowano go, iż nie będzie brany pod uwagę przy ustalaniu kadry na kolejny sezon i wiosną 2015 nie został zgłoszony do żadnych rozgrywek. On sam określił półroczny okres przerwy w karierze jako „spory cios i lekcję życia we wszystkich aspektach”.
W czerwcu 2015 Flores udał się na wypożyczenie do zespołu CF Pachuca.

## Kariera reprezentacyjna
Występy w młodzieżowych kadrach narodowych Flores rozpoczynał już jako trzynastolatek. W czerwcu 2011 został powołany przez szkoleniowca Raúla Gutiérreza do reprezentacji Meksyku U-17 na Mistrzostwa Świata U-17 w Meksyku. Jego drużyna, pełniąca wówczas rolę gospodarza, zdobyła wówczas tytuł mistrza świata, zaś on sam był podporą linii defensywnej, współtworząc ją z Jorge Caballero, Carlosem Guzmánem i Antonio Briseño. Mając niepodważalne miejsce w wyjściowym składzie, rozegrał na prawej obronie wszystkie siedem meczów od pierwszej minuty i dał się poznać jako ofensywnie grający defensor, dobrze kryjący rywali. W pełnym wymiarze czasowym wystąpił między innymi w finałowym spotkaniu z Urugwajem (2:0) na Estadio Azteca, dzięki któremu Meksykanie zagwarantowali sobie mistrzostwo globu.
W lutym 2013 Flores znalazł się w ogłoszonym przez trenera Sergio Almaguera składzie reprezentacji Meksyku U-20 na Mistrzostwa Ameryki Północnej U-20. Podczas tego turnieju, rozgrywanego w meksykańskim mieście Puebla, podobnie jak przed dwoma laty pełnił rolę podstawowego bocznego obrońcy swojej drużyny narodowej. Wystąpił wtedy we wszystkich pięciu meczach od pierwszej do ostatniej minuty, zdobywając gola w ćwierćfinałowej konfrontacji z Jamajką (4:0). Meksykanie triumfowali natomiast podczas tej imprezy, w finale pokonując po dogrywce USA (3:1), zaś on sam znalazł się w wybranej przez CONCACAF najlepszej jedenastce turnieju. Dwa miesiące później wraz z drużyną narodową wziął udział w prestiżowym towarzyskim Turnieju w Tulonie, rozgrywając trzy spotkania, lecz jego kadra zajęła na francuskich boiskach zaledwie szóstą lokatę. W czerwcu 2013 został powołany przez Almaguera na Mistrzostwa Świata U-20 w Turcji, jednak tam nie wystąpił w żadnym meczu, pozostając wyłącznie rezerwowym dla José Abelli, a młodzi Meksykanie zakończyli swój udział w turnieju na 1/8 finału, przegrywając z Hiszpanią (1:2).

## Statystyki kariery

### Klubowe
| Cruz Azul   | 2011–2012 | Meksyk | Liga MX | 1 | 0 | – | – | CL      | 2 | 0 | 3 | 0 |
| Cruz Azul   | 2012–2013 | Meksyk | Liga MX | 1 | 0 | 2 | 0 | –       | – | – | 3 | 0 |
| Cruz Azul   | 2013–2014 | Meksyk | Liga MX | 0 | 0 | – | – | LM      | 1 | 0 | 1 | 0 |
| Guadalajara | 2013–2014 | Meksyk | Liga MX | 0 | 0 | 1 | 0 | –       | – | – | 1 | 0 |
| Guadalajara | 2014–2015 | Meksyk | Liga MX | 0 | 0 | – | – | –       | – | – | 0 | 0 |
| Cruz Azul   | 2014–2015 | Meksyk | Liga MX | 0 | 0 | – | – | –       | – | – | 0 | 0 |
| Pachuca     | 2015–2016 | Meksyk | Liga MX | 0 | 0 | 0 | 0 | –       | – | – | 0 | 0 |
| Ogółem      | Ogółem    | Ogółem | Ogółem  | 2 | 0 | 3 | 0 | CL + LM | 3 | 0 | 8 | 0 |

Legenda:
- CL – Copa Libertadores
- LM – Liga Mistrzów CONCACAF